# Gai Duïl·li (quinquevir)
Gai Duïl·li (en llatí: Gaius Duillius) va ser un magistrat romà. Era probablement germà del tribú de la plebs Marc Duïl·li. Formava part de la gens Duíl·lia, una antiga família romana d'origen plebeu.
Va ser nomenat pels cònsols quinquevir mensarius l'any 352 aC per la liquidació de deutes, i ell i el seu col·lega van actuar amb tanta moderació i habilitat que es van guanyar el respecte de totes les parts.